# Chester (Käse)

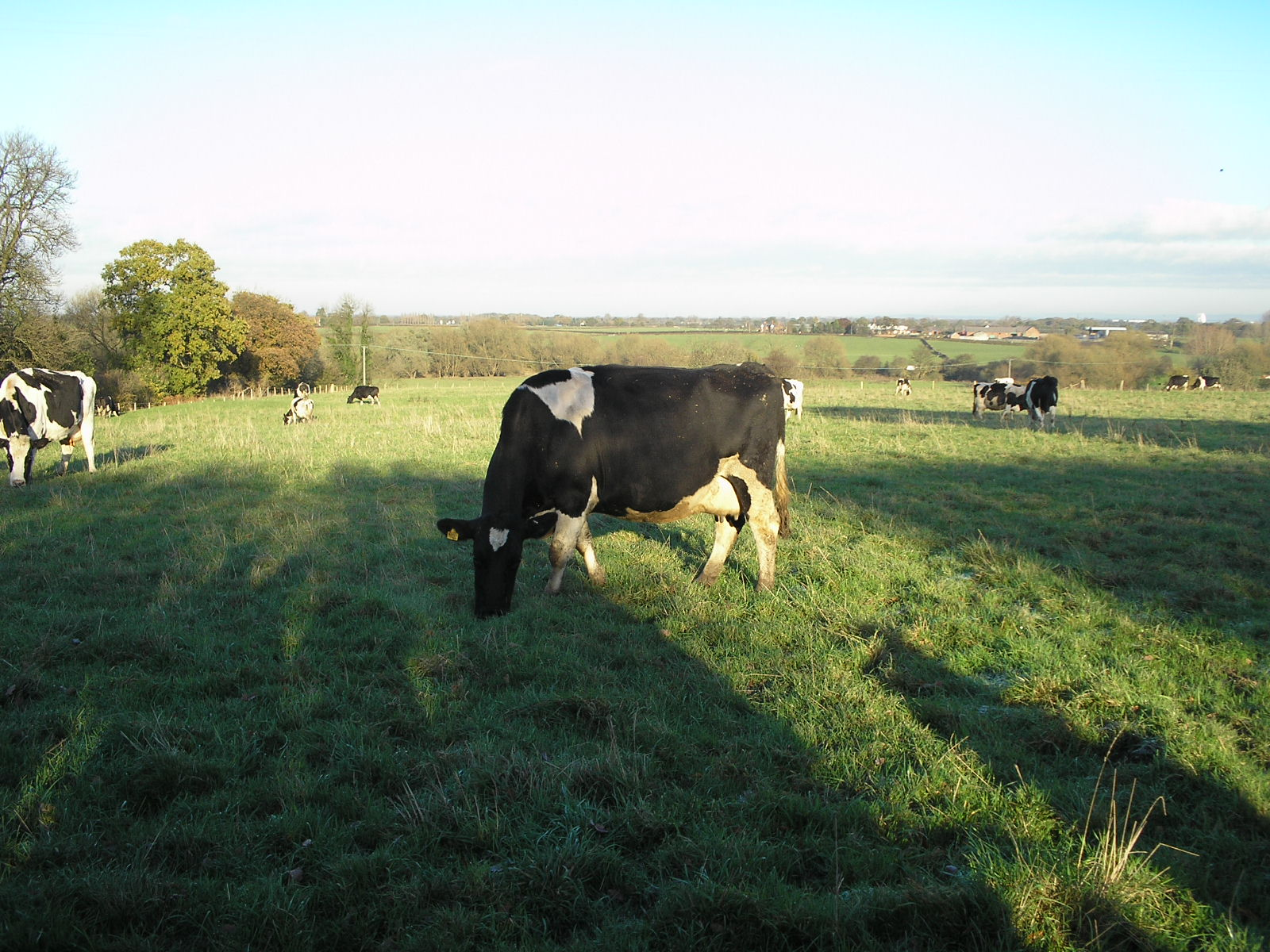
Holstein-Friesian-Milchkühe in Cheshire

Chester-Käse bzw. kurz Chester [ˈtʃɛs.tə] (Anhörenⓘ) (engl. Cheshire [ˈtʃɛ.ʃə] Anhörenⓘ cheese) ist ein englischer Käse aus Kuhmilch mit mindestens 48 % Fett in der Trockenmasse, der mindestens vier bis acht Wochen reift, aber auch bis weit über ein Jahr gelagert werden kann.
Der Käse trägt den Namen der Grafschaft im Nordwesten Englands, aus der er stammt, Cheshire, früher County of Chester, mit der Hauptstadt Chester. Produziert wird die Käsesorte hauptsächlich dort und in den benachbarten Countys Denbighshire, Flintshire und Shropshire, was daher kommt, dass das County Cheshire zu der Zeit, als der Name des Käses geprägt wurde, noch um einiges größer war als heute. Da der Name des Käses nicht geschützt ist, finden sich nachgeahmte Produkte unter diesem Namen in vielen Teilen der Welt.

## Geschichte
Die Käseherstellung ist in der Region Cheshire wahrscheinlich durch die Römer eingeführt worden; es ist auch möglich, dass diese eine lokale Käseproduktion vorfanden, die sie weiterentwickelten. Castra Devana, wie die Stadt Chester in römischer Zeit hieß, war bereits in der Antike ein bedeutender Umschlagplatz für Käse. Nach dem Abzug der römischen Truppen wurde die Tradition der Käseherstellung durch die Britannier fortgeführt. 
Der Cheshire gilt als ältester namentlich überlieferter Käse Großbritanniens; er wird schriftlich erstmals im 1086 fertiggestellten Domesday Book, einem auf Veranlassung Wilhelms des Eroberers angefertigten Reichsgrundbuch, erwähnt.
Nachdem in den 1640er Jahren eine Seuche große Viehbestände in Suffolk dahingerafft hatte, von wo bis dahin speziell die Royal Navy große Mengen an Käse nach London liefern ließ, nahm der Umsatz von Cheshire cheese in der Hauptstadt sprunghaft zu, wie Berichte der Hafenbehörden ab 1650 belegen. In jenem Jahr hatte man begonnen, zusätzlich zu den normalen Handelswegen über Land Cheshire auch per Schiff von Liverpool aus nach London zu transportieren, um die steigende Nachfrage zu decken.
Im späten 18. Jahrhundert avancierte der Cheshire zu einem der bedeutendsten Käse auf dem englischen Markt, nachdem die Navy 1758 verfügt hatte, dass ihre Schiffe für den Eigenbedarf statt mit den bisher üblichen, billigeren Käsesorten mit Vorräten von Cheshire und Gloucester zu versehen seien. Um 1823 betrug die Jahresproduktion an Cheshire in England geschätzte 10.000 Tonnen.

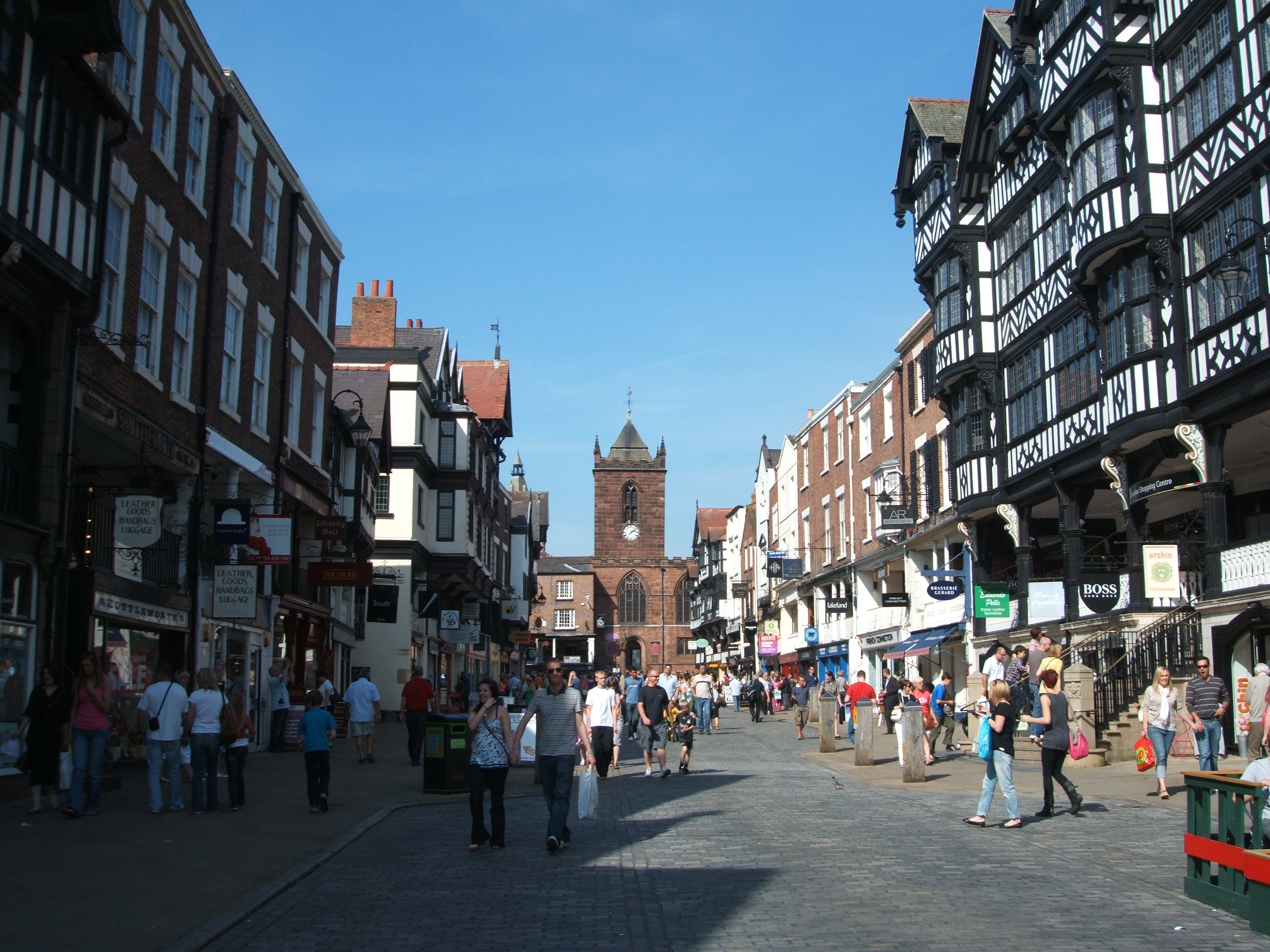
Die Stadt Chester, ein altes Handelszentrum für Käse aus Cheshire

Auch in Deutschland war der Käse an der Wende vom 18. zum 19. Jahrhundert bereits bekannt und wurde hoch geschätzt, wie etwa die ausführliche Würdigung des Chester unter dem Stichpunkt Käse in der von Johann Georg Krünitz begründeten Oeconomischen Encyclopädie zeigt. Dort wird auch deutlich, dass es nicht so einfach ist, einen echten Cheshire nachzuahmen, selbst wenn man die Methode der Zubereitung kennt, da die Beschaffenheit der verwendeten Milch eine ausschlaggebende Rolle für die Qualität des Käses spielt. Von originalem Cheshire erwartet man, dass die Kühe, die die Milch dazu geliefert haben, auf den weiten, salzigen Weiden der Cheshire-Ebene (Cheshire Gap) grasen konnten. Die Hohlrinne dieser Ebene zwischen den Hügeln von Nordwales und dem Peak District von Derbyshire wurde von einem eiszeitlichen Gletscher ausgeschoben, der bei seinem Rückzug viele wie Perlen aneinandergereihte Toteislöcher hinterließ, die als kleine Seen und Weiher bis heute landschaftsprägend sind. Die Böden der Region verfügen über reiche Salzdepots in Oberflächennähe. Diese Salze verleihen offenbar über die Futterpflanzen der Milch der hier grasenden Kühe eine besondere Beschaffenheit und Würze, die auch den Käse als Endprodukt auszeichnet. Aus diesem Grund war lange Zeit nur Cheshire, der zwischen etwa Mai und Oktober erzeugt wurde, solange die Rinder im Freien grasen, im Fernhandel zu guten Preisen absetzbar. Die Milch aus der Winterfütterung mit Heu oder Silage wurde für den Eigenbedarf der Region verwertet.
Bis in das späte 19. Jahrhundert hinein wurden die verschiedenen Varianten des Cheshire meist länger gelagert als heute üblich, ehe sie in den Handel kamen. Älterer Cheshire ist fester und damit eher geeignet, die Widrigkeiten des Transports mit Pferdekarren auf holprigen Straßen und per Segelschiff auf hoher See unbeschadet zu überstehen. Jüngerer, frischerer und auch bröckeligerer Cheshire, wie er in ähnlicher Form auch heute vorwiegend produziert wird, begann sich erst gegen Ende des 19. Jahrhunderts besonders in den Industrieregionen im Norden Englands und den Midlands durchzusetzen. Hierfür waren weniger geschmackliche als eher finanzielle Beweggründe entscheidend, da junger Käse durch die kürzere Lagerzeit generell billiger produziert und vertrieben werden konnte. Einen Höhepunkt erreichten die Verkaufszahlen des Cheshire um 1960 mit rund 40.000 Tonnen pro Jahr, seitdem jedoch sinken sie aufgrund der zunehmenden Auswahl an anderen Käsesorten kontinuierlich. Mit 6.500 Tonnen jährlich ist der Cheshire dennoch der meistverkaufte Käse seiner Art im Vereinigten Königreich. Da der Name nicht markenrechtlich geschützt ist, produzieren auch viele andere Hersteller in aller Welt Käse nach der Chester- bzw. Cheshire-Methode und nennen ihn auch so. Das Ergebnis bleibt in Konsistenz und Geschmack jedoch häufig hinter den Erwartungen zurück, die Feinschmecker an echten Cheshire stellen.

## Herstellung
Die eigentliche Herstellung von Cheshire dauert nur zwei bis drei Stunden. Die Milch des morgendlichen Melkganges wird mit der des vorhergegangenen Abends gemischt, gegebenenfalls pasteurisiert und dann mit einer Starterkultur von Milchsäurebakterien versetzt, um die Milchreifung vorzubereiten. Anschließend bringt man die gesäuerte Milch mit Lab zum Gerinnen. Nach der Koagulation wird die entstandene Gallerte mit einer Käseharfe bis zu einer Körnergröße etwa eines Weizenkorns geschnitten. Das entstandene Bruch-Molke-Gemisch wird anschließend so lange gerührt – wobei immer mehr Molke abgesondert wird – bis die gewünschte Festigkeit der Bruchkörner erreicht ist (ca. 100–120 Min). Anschließend wird die Molke abgetrennt, der Bruch gesalzen, vermahlen und in tonnenförmige Formen abgefüllt, in denen er ein bis zwei Tage gepresst wird. Danach können die Käselaibe aus den Formen genommen und in Kühlkellern eingelagert werden, wo sie bis zur gewünschten Reife gepflegt werden. Die Reifung dauert mindestens vier bis acht Wochen, die Käse können aber bis weit über ein Jahr reifen, wobei der Geschmack mit zunehmender Reifung schärfer wird. Einige Hersteller verwenden für Cheshire nach wie vor ausschließlich Rohmilch, während die industriellen Produzenten pasteurisierte Milch verarbeiten. Eine in der Gegend bei Milchbauern beliebte Rinderrasse ist die schwarzbunte Holstein-Friesian.

## Varianten

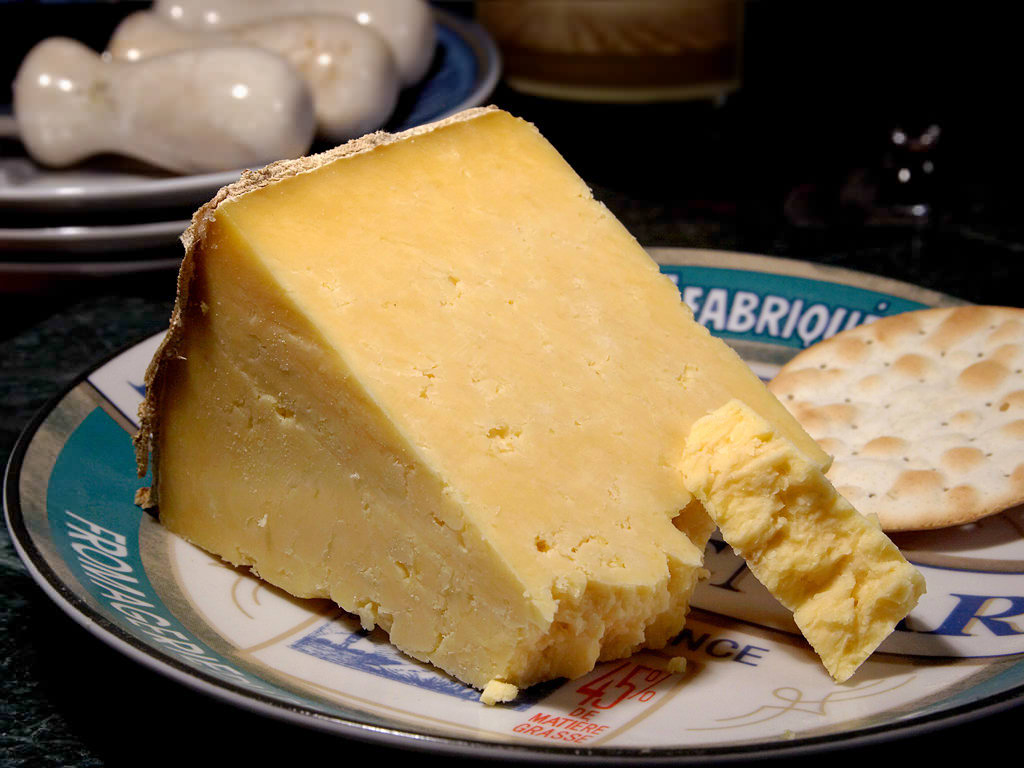
Weißer Cheshire

Ein typischer Cheshire hat meist die Form einer etwa 30 Zentimeter hohen Tonne mit einem Durchmesser von 20 Zentimeter bei einem Gewicht von etwa acht Kilogramm und einen Fettanteil von mindestens 48 % in der Trockenmasse. Nach Ansicht von Gourmets hat der Käseteig des Cheshire im Alter von vier bis sechs Monaten das ausgewogenste Verhältnis zwischen angenehmem, leicht salzigem Aroma und feucht-krümeliger Textur. Die Geschmäcker gehen hier aber auseinander, so dass der eine eher jungen, milden und saftigen Käse bevorzugen wird, während ein anderer vielleicht gut gereifte Cheshires mit ihrem intensiv würzigen bis scharfen Aroma besonders schätzt.
Handelsüblich sind vier Varianten des Cheshire:
- Weißer Cheshire ist je nach Alter von weißlich-goldener bis gelber Farbe und wird ohne Farbzusätze hergestellt.
- Roter Cheshire mit intensiv oranger bis roter Färbung, die durch Zugabe von Annatto erzielt wird. Der pflanzliche Farbstoff bereichert nicht nur die Farbe, sondern auch den Geschmack des Käses mit Fülle und der ihr eigenen, angenehmen leichten Bitternote.
- Blau(geädert)er Cheshire, der auch unter dem Namen Shropshire gehandelt wird. Die blauen Adern dieser Varietät werden durch Edelschimmel hervorgerufen, die sich während der Reifung in den feinen Haarrissen des Käses ausbreiten. Die blaue Variante galt einst allgemein als unerwünschte Fehlreifung, wird wegen des interessanten Aromas inzwischen jedoch von den Konsumenten zunehmend geschätzt und kann dementsprechend besser vermarktet werden.
- Geräucherter Cheshire (Smoked Cheshire cheese) wird aus weißem oder rotem Cheshire hergestellt. Ursprünglich wurde die Methode des Räucherns vor allem eingesetzt, um die Haltbarkeit des Käses zu verbessern. Heute besinnen sich viele kleinere Produzenten trotz moderner Kühlanlagen vor allem darum darauf zurück, weil sie ihren Käse durch die spezielle geschmackliche Komponente der Raucharomen von der industriellen Massenware abheben und die handwerkliche Herstellung betonen möchten. Vor dem Räuchern werden die tonnenförmigen Käselaibe in vier Scheiben geschnitten, damit die Geschmacksstoffe besser in den Teig eindringen. Als optimaler Brennstoff zum Räuchern gilt Eichenholz. Durch das Räuchern wird die Rinde und Außenseite der Käsescheiben kräftig goldbraun gefärbt und nimmt einen kräftigen Rauchgeschmack an, während der innere Teig durch den Räuchervorgang etwas blasser wird.

Es gibt auch einige Hersteller, die Cheshire mit Milch aus ökologischer Landwirtschaft käsen und bei der Produktion alle Kriterien der EU-Öko-Verordnung einhalten, so dass ihr Käse in Deutschland mit dem Bio-Siegel gekennzeichnet werden darf.
Einige Quellen betrachten den Cheshire aufgrund des ähnlichen Herstellungsverfahrens als Abart des Cheddar. Dagegen spricht, dass der optimale Reifezustand für den Cheshire mit vier bis sechs Monaten von Experten allgemein früher angesetzt wird als für den Cheddar, der nach mehrheitlicher Meinung erst nach über einjähriger Reifezeit sein bestes Stadium erreicht.

## Andere Bedeutungen
- Ye Olde Cheshire Cheese ist der Name eines historischen Pubs in London nahe der Fleet Street und wird in ähnlicher Form von vielen anderen Geschäften und Kneipen kopiert.